# Звуки шуму
«Звуки шуму» (англ. Sound of Noise) — перший повнометражний фільм режисерського дуету Улла Сімоннсон та Юханес Шерне-Нільсон, його ідея розвинена із десятихвилинного короткометражного фільму «Музика для однієї квартири та шести барабанщиків»(«Music for one apartment and six drummers») 2001 року, яка була номінована на Золоту пальмову гілку в Каннах і зібрала мільйони переглядів на Youtube.
Фільм вийшов у світовий прокат 18 травня 2010 року, але в прокат в Україні потрапив лише з 4 серпня 2011.

## Сюжет
Офіцер поліції Амадей Варнебрінг народився у музичній родині з багаторічними традиціями. Сам Амадей ненавидить музику. Його нове завдання — впіймати терористичну групу з шести барабанщиків. Вони використовують будівлі, всілякі механізми і безперервний шум вулиць як свої музичні інструменти. Ця нова форма мистецтва від музичних терористів призводить до хаосу і дезорганізації. Амадея немає вибору: йому доведеться вступити в боротьбу у світі ритмів і музики, який він раніше всіляко уникав. Ускладнює ситуацію те, що Амадей закохується у ватажка барабанщиків Санну.

## В головних ролях
| Ім'я актора       | Ім'я персонажу     |
| ----------------- | ------------------ |
| Бенгт Нільссон    | Амадеус Варнебрінг |
| Санна Персон      | Санна              |
| Маґнус Берйесон   | Магнус             |
| Маркус Бойж       | Маркус             |
| Фредрік Михр      | Міран              |
| Андрес Вестергард | Андрес             |
| Йоганнес Берк     | Йоганнес           |

## Цікаві факти
- Кіно знято лише за 10 тижнів
- Зйомки відбувалися у місті Мальме в Швеції
- Фільм в Україні представлений міжнародним кінофестивалем «Молодість»
- Всього композитор «Звуків шуму» Маґнус Берйесон зібрав 23 тисячі звуків. У спеціальній програмі складав акорди із шуму медичного обладнання, автомобілів, екскаваторів тощо[2].
- Головні ролі у фільмі зіграли ті ж актори, що і у короткометражці «Музика для однієї квартири та шести барабанщиків», окрім Маркус Бойжа, в короткометражці шостим барабанщиком був Маркус Гаральдсон.

## Нагороди
- Нагорода журі (Дуже) молодих кінокритиків (OFAJ) в Каннах 2010
- Приз глядацьких симпатій на кінофестивалі у Варшаві 2010
- Найкращий повнометражний фільм кінофестивалю «Молодість» 2010
- Приз глядацьких симпатій на кінофестивалі «Молодість» 2010
- Приз Балтійського журі на фестивалі Дні північного кіно у Любеку 2010
- Найкращий фантастичний фільм на фестивалі Fantastic Film Fest у Техасі 2010